# Hanamaki
Hanamaki (Japans: 花巻市, Hanamaki-shi) is een stad in de prefectuur Iwate in het noorden van Honshu, Japan. De stad heeft een oppervlakte van 908,32 km² en begin 2008 bijna 104.000 inwoners. De stad ligt ten zuiden van Morioka en noordelijk van Sendai. De rivier Kitakami loopt van noord naar zuid door de stad.

## Geschiedenis
Hanamaki werd op 1 april 1954 een stad (shi) na samenvoeging van de gemeente Hanamaki en de dorpen Yuguchi, Yumoto, Miyanome, Yasawa en Ohta. In 1955 werd ook het dorp Sasama aan de nieuwe stad toegevoegd.
Op 1 januari 2006 werden de drie gemeentes Towa, Ohasama en Ishidoriya met Hanamaki samengevoegd tot het nieuwe Hanamaki.

## Bezienswaardigheden
Hanamaki staat bekend om de vele onsen, de nalatenschap van de dichter Kenji Miyazawa en de stad heeft een aantal skipistes
Jaarlijks wordt in de tweede weekend van september het Hanamaki Matsuri (Hanamaki festival) gevierd. Dit driedaagse festival omvat een dans met meer dan duizend synchroon dansende traditionele dansers, het ronddragen van meer dan honderd kleine heiligdommen, een parade met een tiental grote praakstukken begeleid door drummers, fluitisten en lantaarndragers. Een van de beroemdste dansen is de Shishi Odori (hertendans) met mannen verkleed als hert.
Ohasame is bekend door de lokale varianten op de traditionele kagura dans, en de eeuwenoude poppen die rond het Hinamatsuri worden getoond.
Ten noordoosten van Hanamaki ligt de 1917m hoge berg Hayachine, binnen Iwate in hoogte de tweede berg.
Een regionaal product is de Edelwijn, die de aanleiding is voor het wijnfestival in september.
Daarnaast heeft Ishidoriya een lange traditie van sake-productie volgens de Nambu Toji traditie.

## Verkeer
Hanamaki Luchthaven (花巻空港, Hanamaki Kūkō; IATA: HNA, ICAO: RJSI) biedt binnenlandse vluchten van Japan Airlines International.
Hanamaki ligt aan de Tohoku Shinkansen en aan de Tōhoku-hoofdlijn van de East Japan Railway Company.
Hanamaki ligt aan Tōhoku-autosnelweg, de Kamaishi-autosnelweg en aan de autowegen 4, 107, 283, 396 en 456.

## Geboren in Hanamaki
- Kenji Miyazawa (schrijver en dichter)

## Stedenband
Hanamaki heeft een stedenband met
- Berndorf (Niederösterreich), Oostenrijk sinds 12 oktober 1965
- Rutland, Vermont Verenigde Staten van Amerika sinds 8 oktober 1986
- Hot Springs, Arkansas Verenigde Staten van Amerika sinds 15 januari 1993

## Aangrenzende steden
- Morioka
- Kitakami
- Tōno